# 夏暹
夏暹（15世紀—1510年代），字景升，雲南都司雲南右衛（又作雲南左衛）人，明朝政治人物。

## 生平
夏暹是成化七年（1471年）的舉人，二十年（1484年）成進士，獲授戶部郎中，弘治十四年（1501年）前往南直隸清理屯田，到十八年（1505年）陞為湖廣右參議，正德四年（1509年）轉為右參政，兩任都有廉正名聲。之後他改任苑馬寺卿，出兵後上司以他為首功，他卻歸於官府辭去；到七年（1512年）陞廣西右布政使，次年（1513年）陞左布政使，在任內去世。

## 引用
1. 1 2  光緒《雲南府志·卷十二·人物志》：夏暹 字景升，左衛人，成化甲辰進士，歷官湖廣參藩，兩任皆有廉名。陞苑馬寺卿值用兵，主者以首功，歸公不受，轉廣西左布政，卒於任。孫較以明經典黔之畢節學，三世皆清平。
2. ↑  光緒《雲南府志·卷十·選舉志》：歷朝進士……明……（成化）甲辰科李旻榜 夏暹 右衛人，仕至布政使……歷科舉人……明……（成化）辛卯科……夏暹
3. ↑  《明孝宗敬皇帝實錄·卷一百七十六》：（弘治十四年七月）庚午命工科右給事中李祿、監察御史季春、戶部郎中王勤於北直隸，禮科右給事中王縝、御史羅列、郎中夏暹於南直隸，戶科左給事中蔚春、御史杜啟、員外郎趙履祥於浙江江西，工科給事中張元良、御史馬繼祖、主事程杲於福建，廣東兵科給事中王承裕、御史呂鏜、員外郎夏從壽於山東河南，郎中相樞、同先差、御史俞諫於四川清理屯田。
4. ↑  《明孝宗敬皇帝實錄·卷二百二十一》：（弘治十八年二月丁丑）陞吏部員外郎鍾文俊、南京工科給事中徐沂、南京刑部郎中劉縝俱為布政司左參議，礼科左給事中周晣、戶部郎中夏暹、南京戶部郎中劉顯俱為右參議，文俊、沂廣東，縝雲南，晣江西，暹湖廣，顯四川。
5. ↑  《明武宗毅皇帝實錄·卷五十四》：（正德四年九月戊申）陞湖廣布政司右參議夏暹為本司右參政。
6. ↑  《明武宗毅皇帝實錄·卷八十八》：（正德七年閏五月庚辰）陞山西按察司按察使高友璣為陜西布政司右布政使，遼東苑馬寺卿夏暹為廣西右布政使。
7. ↑  《明武宗毅皇帝實錄·卷九十六》：（正德八年正月戊寅）陞廣西布政司右布政使夏暹為左布政使。